# Sieć (teoria grafów)
Sieć – graf skierowany z ważonymi krawędziami.